# Gontran Borys
Louis Eugène Henri Berthoud (Saint-Quentin, 4 de novembro de 1828 — Paris, 9 de Julho de 1872) foi um romancista francês do século XIX. Assinou as suas obras com o pseudónimo Gontran Borys.

## Obras
- A propos de Bottes
- Un Baiser Mortel, 1861
- Secret de femme: contes parisiens, 1862
- Le cousin du diable, 1868
- Les Paresseux de Paris (Os Vadios De Paris), 1870
- Le Beau Roland, 1872
- Finette. Dans les cendres. (Nas Cinzas), 1874 (eBook)